# HS Большого Пса
HS Большого Пса (лат. HS Canis Majoris) — одиночная переменная звезда в созвездии Большого Пса на расстоянии (вычисленном из значения параллакса) приблизительно 16847 световых лет (около 5165 парсеков) от Солнца. Видимая звёздная величина звезды — от +14,3m до +9,9m.

## Характеристики
HS Большого Пса — красная пульсирующая переменная звезда, мирида (M) спектрального класса M. Эффективная температура — около 3200 К.